# Spikmorot
Spikmorot (Daucus muricatus) är en flockblommig växtart som först beskrevs av Carl von Linné, och fick sitt nu gällande namn av Carl von Linné. Spikmorot ingår i släktet morötter, och familjen flockblommiga växter. Arten förekommer tillfälligt i Sverige, men reproducerar sig inte.